# Копіювання при записуванні
Механізм копіювання при записуванні (англ. Copy-On-Write, COW) використовується для оптимізації багатьох процесів, що відбуваються в операційній системі, таких, наприклад, як робота з оперативною пам'яттю або файлами на диску (приклад — ext3cow).
Ідея підходу copy-on-write полягає в тому, що при читанні області даних використовується загальна копія, а у випадку зміни даних — створюється нова копія.
Наприклад, при роботі UNIX-функції fork() замість реального копіювання, під яке треба виділяти пам'ять, ядро змінює дескриптори сторінок пам'яті материнського процесу, забороняючи будь-який запис в сторінки даних (сторінки програмного коду і так заборонені для запису; хоча тут є свої тонкощі — але на подальші міркування вони не впливають). Потім створюється дочірній процес, якому копіюються дескриптори сторінок пам'яті материнського процесу. При цьому ядро позначає ці сторінки як такі, що спільно використовуються.
Спроба запису в відображені сторінки (неважливо, з боку материнського або дочірнього процесу) викликає виключення (exception), яке передає керування в ядро. Ядро бачить, що це звернення було законним, і створює копію змінюваної сторінки. Таким чином вдається зменшити кількість споживаної програмами фізичної пам'яті. Механізм COW досить складний у реалізації, особливо в багатоядерних системах, а помилки в ньому можуть призводити до вразливостей, наприклад, Вразливість Dirty COW (Linux, 2007 — жовтень 2016).
Механізм отримав велике поширення при створенні новітніх файлових систем, таких як ZFS і Btrfs. Завдяки ньому створення знімків в даних системах відбувається практично миттєво, не займаючи при цьому великих ресурсів носія інформації.